# Карубби, Гульельмо
Гульельмо Карубби (итал. Guglielmo Carubbi; 20 августа 1908, Пьяченца, Эмилия-Романья — 18 октября 1964, Сан-Паулу) — итальянский гребец. Участник летних Олимпийских игр 1928 года, двукратный чемпион Европы по академической гребле 1927 и 1930 годов.

## Биография
Гульельмо Карубби родился 20 августа 1908 года в итальянском городе Пьяченца.
Выступал в соревнованиях по академической гребле за «Витторио да Фельтре» из Пьяченцы.
В 1927 году завоевал золотую медаль чемпионата Европы в Ломбардии в соревнованиях восьмёрок, выступая вместе с Медардо Ламберти, Артуро Морони, Витторе Стокки, Амилькаре Каневари, Медардо Галли, Джулио Ламберти, Бенедетто Бореллой и Анджело Полледри.
В 1928 году вошёл в состав сборной Италии на летних Олимпийских играх в Амстердаме. В соревнованиях восьмёрок команда Италии, за которую также выступали Медардо Ламберти, Артуро Морони, Витторе Стокки, Амилькаре Каневари, Медардо Галли, Джулио Ламберти, Бенедетто Борелла и Анджело Полледри, проиграла в первом раунде, показав результат 6 минут 24,6 секунды и уступив 2,6 секунды Великобритании. В заплыве надежды итальянцы победили Францию (6.37,8 — 6.50,8), во втором рауне выиграли у Нидерландов (6.54,0 — 6.59,0), в четвертьфинале уступили США (6.44,4 — 6.32,8).
В 1930 году завоевал золотую медаль чемпионата Европы в Льеже в соревнованиях двоек с рулевым, выступая вместе с Артуро Морони и рулевым Анджело Полледри.
Умер 18 октября 1964 года в бразильском городе Сан-Паулу.